# Inez Bensusan
Inez Bensusan   (Sydney, 1871 - 1967) va ser una actriu de teatre, dramaturga i sufragista australiana jueva instal·lada al Regne Unit. Va ser líder de la Lliga Sufragista d'Actrius i de la Lliga Jueva per al Sufragi Femení.

## Biografia
Inez Isabel Bensusan va néixer a Sydney l'11 de setembre del 1871. El seu pare, Samuel Levy Bensusan, era miner i la seva mare era Julia Rosa, de cognom de soltera Vallentine. A la vintena d'edat, va participar en un esdeveniment solidari per al Women's College de la ciutat fent de Julieta a Romeu i Julieta. El 1894, havent estudiat a la Universitat de Sydney, es va mudar amb la família a Anglaterra i es va unir adés a una companyia de teatre. Durant els anys següents, va actuar en obres de teatre arreu del món anglòfon: va passar per Anglaterra, els Estats Units i Austràlia. Entre el 1906 i el 1938, va aparèixer en escena en més de cinquanta obres representades al Teatre del West End de Londres, en constant circulació de companyia de teatre. Entre d'altres, el 1912 va fer de la segona bruixa a El somni d'una nit d'estiu i el 1914 va interpretar Frau Quixano en l'obra The Melting Pot d'Israel Zangwill, que tracta sobre la inclusió dels jueus en la societat britànica.
Es va convertir en membre de la Unió Social i Política de Dones (WSPU) d'Emmeline Pankhurst i el 1907 va ser una de les membres fundadores de la Lliga Sufragista d'Actrius. Va escriure tres obres d'un sol acte per a la Lliga i va dirigir-ne el departament teatral. El 1911, com que les sufragistes s'oposaven al cens de població, van protestar-hi en contra representant la peça The Apple de Bensusan a la una de la matinada. Era la segona vegada que es representava. El 1912, va col·laborar en la fundació de la Lliga Jueva per al Sufragi Femení i va passar a formar part del comitè executiu del grup. També pertanyia a l'Australian and New Zealand Women Voters' Association, activa al seu país natal i Nova Zelanda.
El desembre del 1913, va formar una companyia de teatre de dones al Teatre Coronet. Van tenir una temporada amb bona rebuda, i ella s'havia consolidat com una de les dramaturgues sufragistes més importants de Londres, però el projecte es va veure interromput per l'esclat de la Gran Guerra. Així doncs, la companyia es va dedicar a entretenir l'Exèrcit Britànic del Rin a Colònia (Alemanya) i, durant tres anys i mig, Bensusan va ser membre de la companyia de teatre de l'exèrcit en qüestió. Allà va interpretar Pòrcia d'El marxant de Venècia. Passada la guerra, es va mudar a Chiswick, on el 1946 va cofundar el museu House of Arts. Va morir el 1967 als 96 anys.

## Filmografia

### Com a actriu
- The Grit of a Jew (1917)
- Adam Bede (1918)[7]

### Com a guionista
- True Womanhood (1911)[7]

## Obres
- The Apple (1909)[6]
- Perfect Ladies (1909)
- Nobody's Sweetheart (1911)
- The Prodigal Passes (1914)
- The Singer of the Veldt